# Last.fm
Last.fm je glazbena web stranica, društvena mreža te internet radio. 
Koristeći sustav za glazbene preporuke nazvan "Audioscrobbler", Last.fm gradi detaljan profil glazbenog ukusa svakog korisnika tako što snima detalje svake snimke slušatelja, bez obzira da li se radi o internetskim radio stanicama, ili korisnikovom računalu ili drugom prijenosnom glazbenom uređaju. Te informacije se prenose ("scrobble") u Last.fm bazu podataka kroz audio uređaje (Rdio, Spotify, Clementine, Amarok) ili putem priključka instaliranog na korisnikov audio uređaj. Podaci su tada prikazani na stranici korisničkog profila te su skupljeni da stvore preporuke za pojedine glazbenike. 
Streaming radio usluga besplatna je za korisnike iz UK-a, SAD-a i Njemačke; korisnicima u Kanadi, Irskoj, Australiji, Novom Zelandu i Brazilu potrebna je pretplata za korištenje iste usluge. 
Last.fm kreiran je u Ujedinjenom Kraljevstvu 2002. godine, a 2007. CBS Interactive kupio je stranicu za 140 milijuna £.

## Vanjske poveznice
- Službena stranica